# Heinrich Viktor của Phổ
Heinrich Viktor của Phổ (9 tháng 1 năm 1900 – 26 tháng 2 năm 1904), là con trai thứ ba và là con út của Heinrich của Phổ và Irene của Hessen và Rhein. Heinrich Viktor là cháu trai của Friedrich III của Đức và là chắt của Nữ vương Victoria. Vương tôn qua đời khi mới bốn tuổi sau khi chứng bệnh máu khó đông khiến chấn thương ở đầu trở nên nghiêm trọng hơn.